# LTC Plaswijck '62

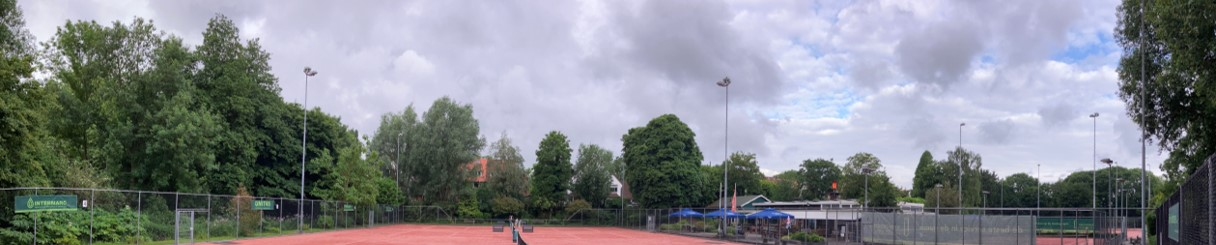
Tennispark Plaswijck in 2025

LTC Plaswijck '62 is een tennisclub in de Rotterdamse wijk Hillegersberg.  LTC staat voor Lawn Tennis Club. De vereniging is gevestigd op tennispark Plaswijck aan de Plaswijcklaan. Ze telde in 2024 meer dan 1200 leden, waaronder ongeveer 300 jeugdleden. 

## Ontstaan

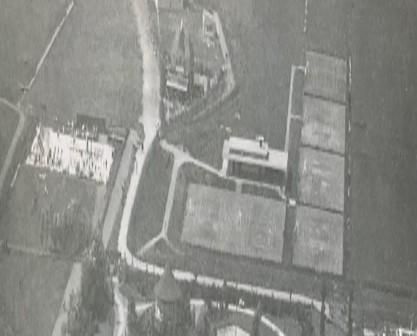
Luchtfoto tennispark Plaswijck 1928.

In 1923 werd het Plaswijckpark aangelegd door C.N.A. Loos. Dit park bevatte een paviljoen, een wandelgebied en een kleine dierentuin. In 1928 werd er, als een van de attracties, een tenniscomplex van zes gravelbanen aan toegevoegd. het werd, onder leiding van architect L.N. Krijgsman, aangelegd in een weiland aan de noordwest van het park. Om van de banen gebruik te maken diende men lid te zijn van de tennisvereniging. Tennis was in die tijd een elitesport, het na ballotage verworven lidmaatschap van de vereniging en de voorgeschreven kledij belemmerden de toegang voor minder draagkrachtigen. Het waren dan ook de 'gegoede' mensen uit Hillegersberg die gebruik maakten van de tennisbanen.

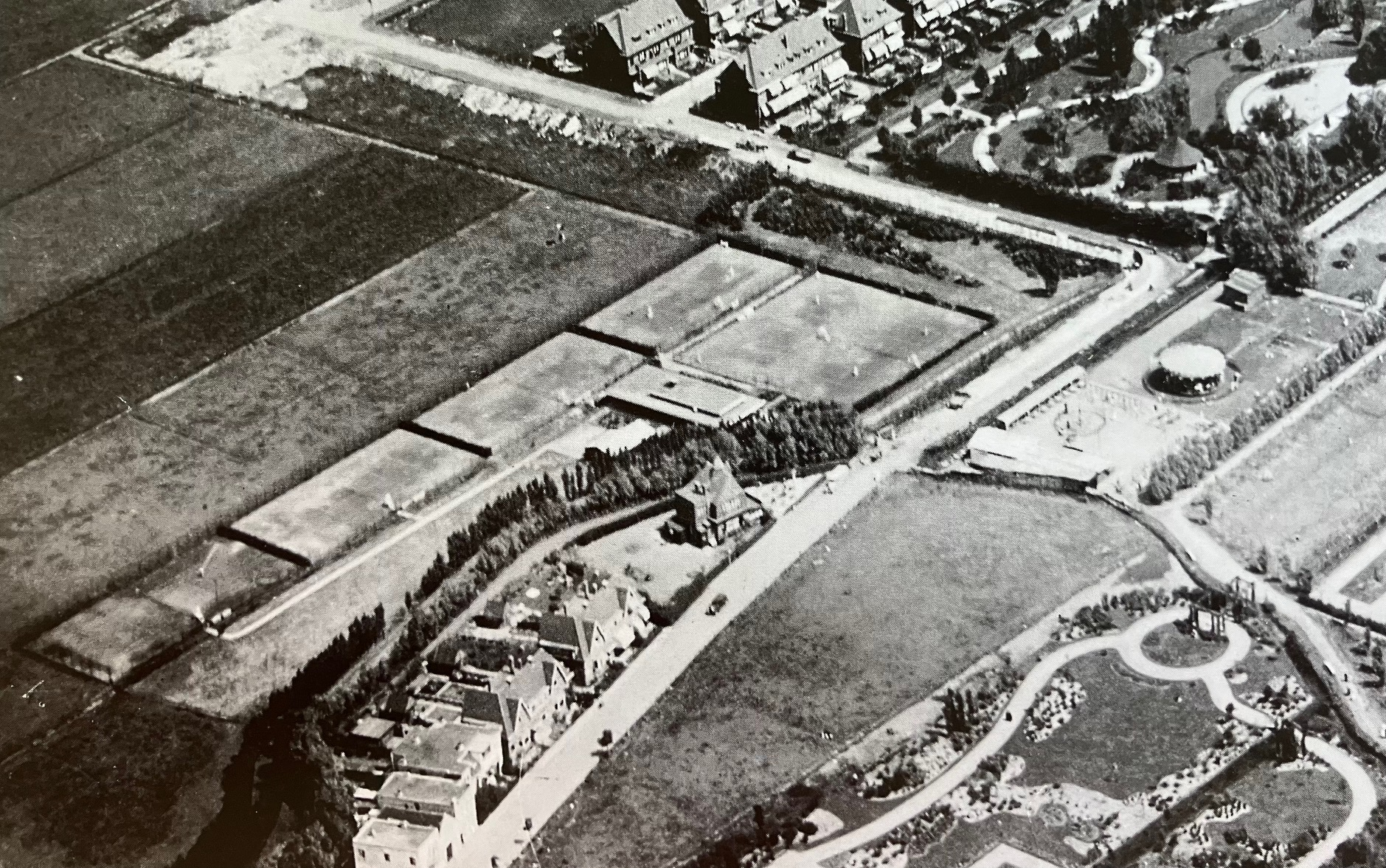
Luchtfoto van tennispark Plaswijck uit 1933

In 1947, enkele jaren na het overlijden van eigenaar Loos, boden zijn erfgenamen het tenniscomplex en de aangrenzende 7.260 m² weidegrond voor 45.000 gulden te koop aan aan Sluyter, de administrateur van stichting Plaswijckpark. Tevens zou aan Sluyter een eerste hypotheek worden verstrekt. Sluyter had meer geld nodig en klopte voor een tweede hypotheek aan bij stichting Plaswijckpark. Uit vrees voor concurrentie van een tweede vermaakscentrum, wees de stichting zijn verzoek af. Zij werden het vervolgens wel eens over het volgende voorstel: Sluyter zou de grond aankopen en direct doorverkopen aan stichting Plaswijckpark. Vervolgens zou hij tennispark Plaswijck en de aangrenzende weidegronden van de stichting Plaswijckpark pachten en exploiteren. Zo kwam de grond van het tennispark in 1947 in het bezit van stichting Plaswijkpark. 
De weidegrond had op dat moment, in tegenstelling tot het tenniscomplex, de bestemming "bouwgrond voor open bebouwing". Vanwege de mogelijkheid tot onteigening van de weidegrond door de gemeente Rotterdam, had het bestuur van de stichting aanvankelijk twijfels over de aankoop. Sluyter verhuurde de weidegrond aan een boer. Op 1 oktober 1954 verkocht stichting Plaswijckpark, op aandrang van de 'Dienst Stadsontwikkeling en Wederopbouw', de 7,260 m² weidegrond aan de gemeente Rotterdam voor de prijs van 1 gulden per m², bij onteigening zou dat minder geweest zijn. De weidegrond kreeg gedurende enige tientallen jaren geen nieuwe bestemming, uiteindelijk werd er pas rond 1990 een appartementencomplex met seniorenwoningen gebouwd.
In 1962 werd tennisvereniging LTC Plaswijck '62 opgericht door fusie van tennisvereniging Hilwijck met Plaswijck. De vereniging had toen 54 leden. Na een periode van verschillende particuliere pachters, werd in 1987 de Stichting tot Instandhouding Tennispark Plaswijck (STIP) opgericht. STIP pachtte het tennispark van stichting Plaswijckpark en verhuurde het aan tennisvereniging LTC Plaswijck '62 en aan enkele particuliere huurders. In 2018 is STIP opgegaan in tennisverereniging LTC Plaswijck '62 en pacht LTC Plaswijck het tennispark van stichting Plaswijckpark. In 2020 wilde Plaswijckpark de huurovereenkomst met LTC Plaswijck ontbinden. Dit heeft geleid tot een rechtszaak met als uitkomst een nieuwe huurovereenkomst die tot 2032 niet ontbonden mag worden.

## Steilrand

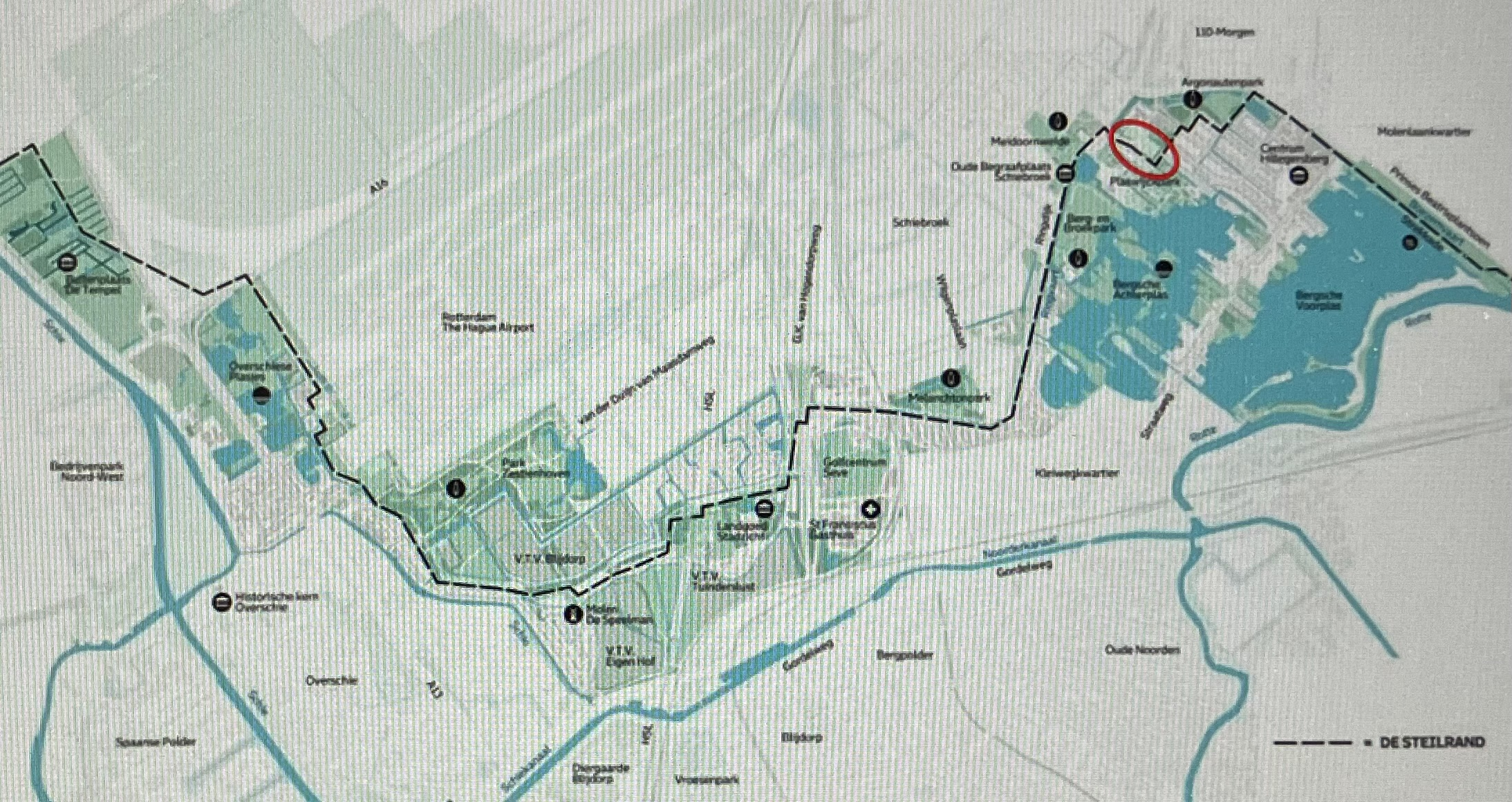
De steilrand is hier aangegeven met een stippellijn. De rode cirkel geeft het gedeelte langs LTC Plaswijck aan.

Het tennispark ligt aan de rand van een veenafgraving. Een dergelijke rand noemt men wel een steilrand. Het tennispark wordt hierdoor aan twee zijden begrensd. De gemeente Rotterdam promoot natuur en recreatie langs de steilrand die met een lengte van 13,5 kilometer door Rotterdam Noord slingert.

## Banen

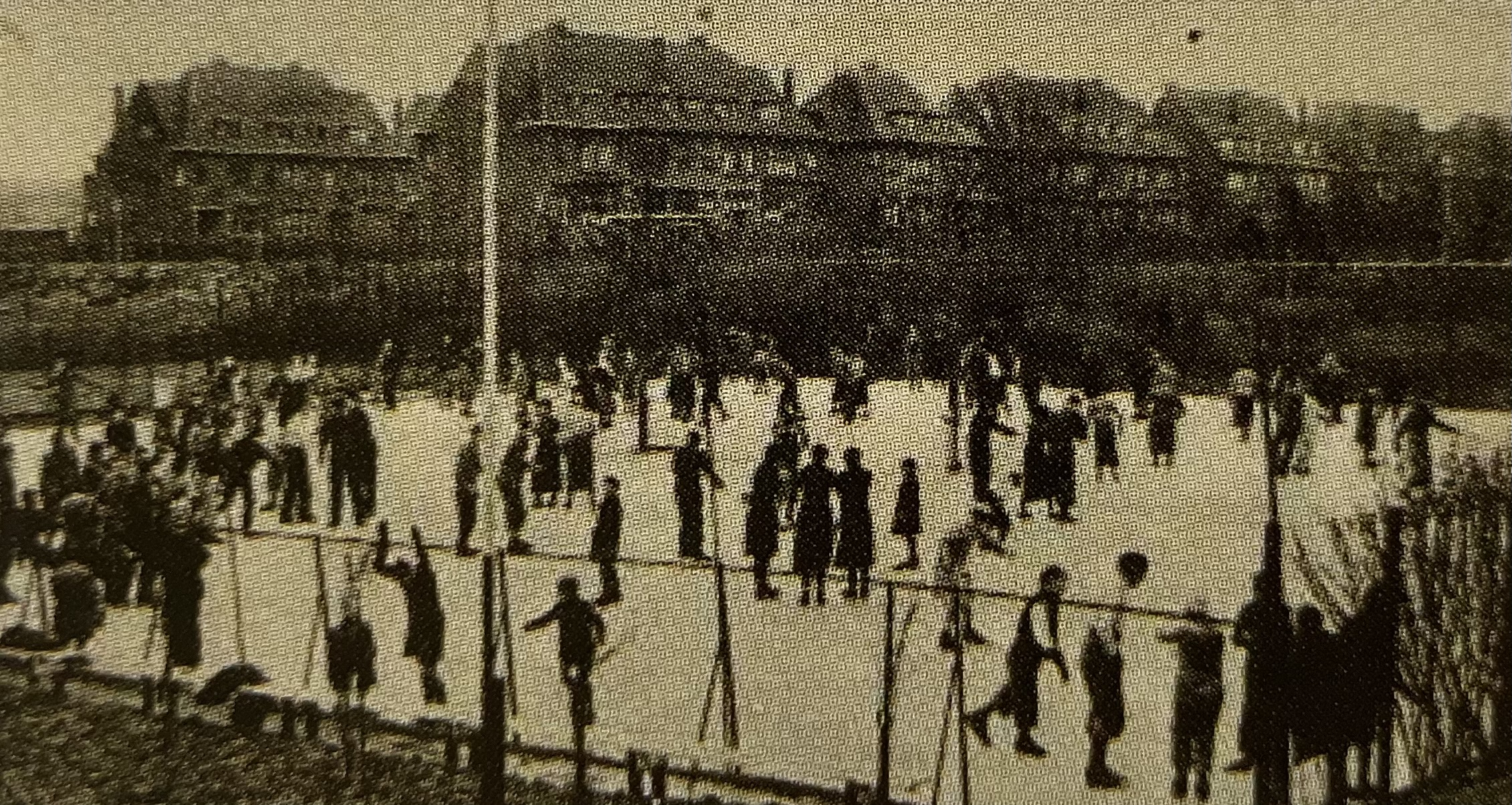
Van 1928 tot 1972 werden de tennisbanen in de winter gebruikt als ijsbaan

Er werd begonnen met zes banen. Er werd op gravel gespeeld, maar omdat het park op inklinkende veengrond aan de oever van de Bergse Achterplas ligt waren de banen lastig droog te houden en in het winterseizoen niet bespeelbaar. Tot 1972 deden de tennisbanen in winterse omstandigheden dienst als schaatsbaan. In de loop van de tijd is het aantal banen uitgebreid naar 11. Rond 2008 maakte het Gravel plaats voor Frenchcourt, dat na enkele jaren alweer werd vervangen door Smashcourt. Sinds die tijd is het park het gehele jaar geopend.

## Clubhuis

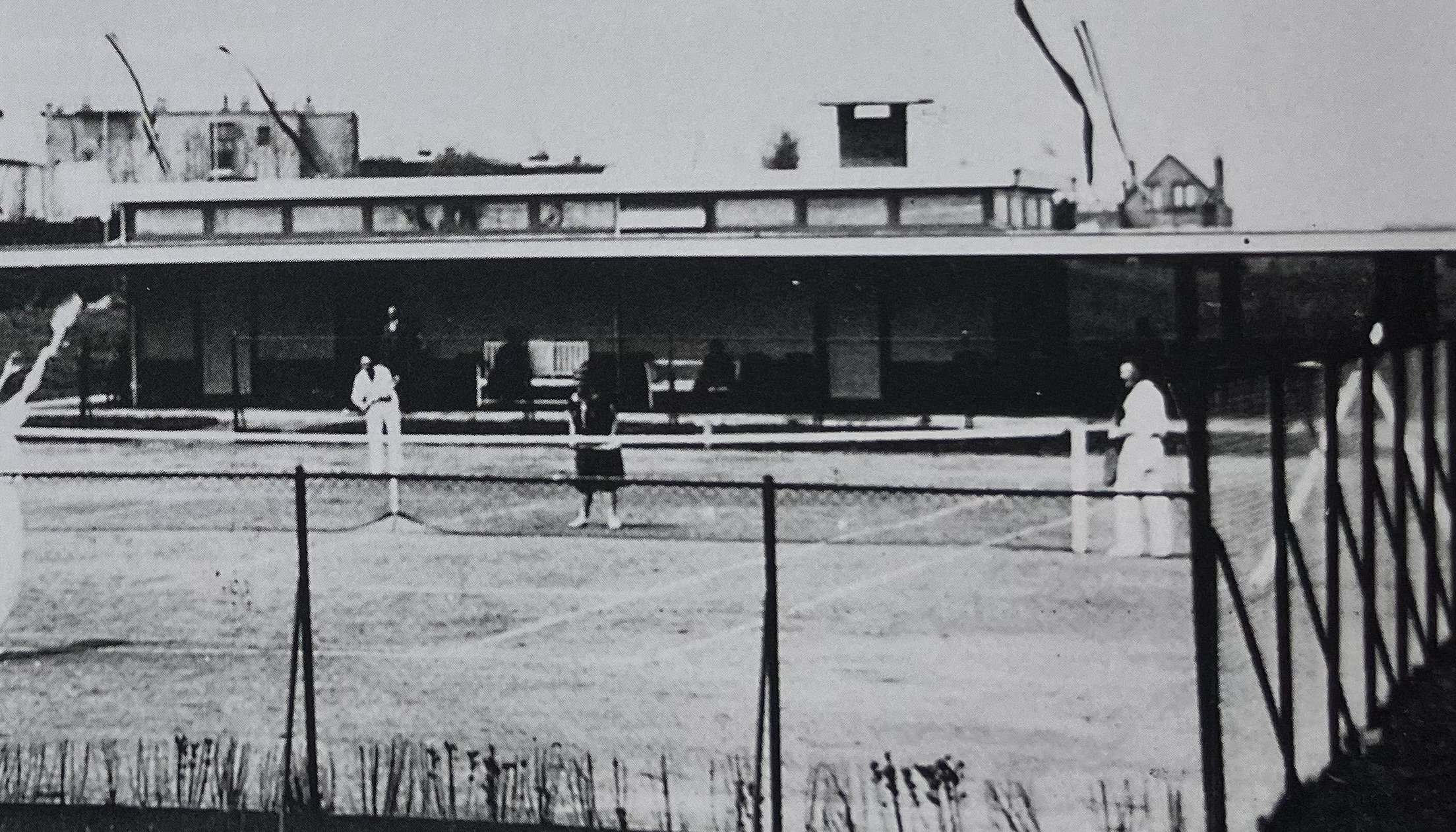
Tearoom, thans clubhuis, op LTC Plaswijck, in 1939.

Het clubhuis is in 1929 gebouwd door de architecten en Meischke & Schimdt. De bar was toen de 'Tea room'. Door de grote raampartijen was het voor die tijd een heel modern ontwerp. In 1992 moest vanwege brandveiligheidseisen het plafond van het clubhuis worden verhoogd. De architect van deze verbouwing was Jan Hagendoorn.

## Locatie
Het tennispark ligt wat verscholen in een woonwijk. Bij de ingang staat een grote kastanjeboom. Op de steilrand langs het park groeien veel bomen en struiken. In 1976 werden er proefopnames gemaakt voor de film Soldaat van Oranje.

## Maatschappelijke rol
Tennisvereniging LTC Plaswijck '62 heeft een activiteitenaanbod voor de wijk Hillegersberg-Schiebroek. Naast het tennisaanbod voor haar leden biedt ze minder mobiele 60-plussers uit de buurt een senior fit programma. Kansarme jeugd krijgt de mogelijkheid om te (leren) tennissen. De vereniging is initiatiefnemer van de aanleg van een Krajicek Playground aan de Donkersingel.

## Waardering
- LTC Plaswijck heeft sinds 2014 het predikaat Sportplus, dat periodiek wordt toegekend door Rotterdam Sportsupport.[2]
- In 2014 kreeg LTC plaswijck van de KNLTB de  Zwarte Tulp award voor beste tennisvereniging van het jaar.[3]

## Bekende spelers

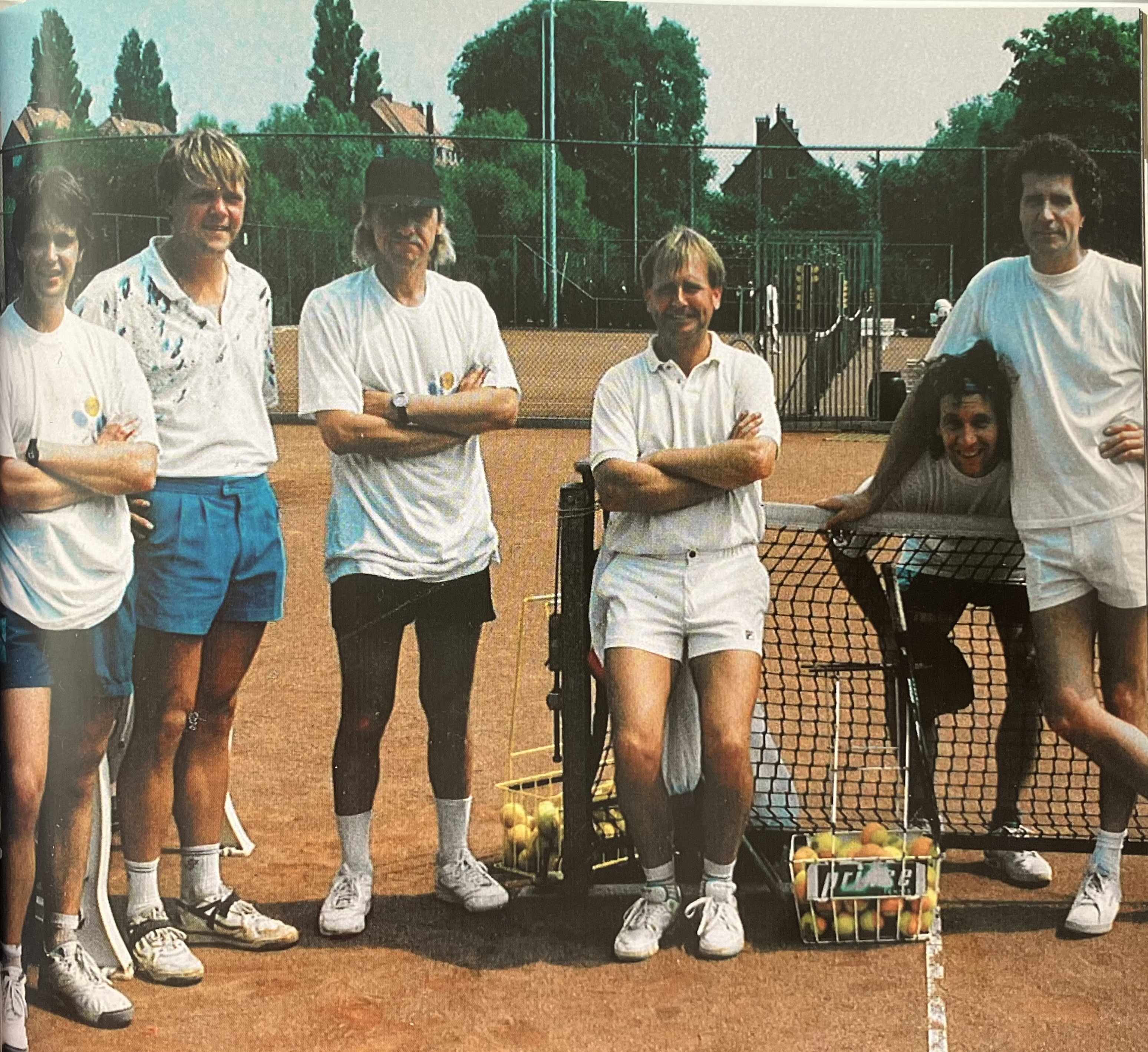
Dire Straits en met tennisleraren op baan 10 (mei 1992)

- Oud-Feyenoorder Henke Larsson, huurde af en toe een baantje bij LTC Plaswijck.
- Uri Rosenthal, oud-minister van buitenlandse zaken, is enige tijd als huurder aan LTC Plaswijck verbonden geweest.
- Dire Straits was in mei 1992 voor optredens in Rotterdam. De bandleden volgden toen drie dagen lang tennislessen op de banen van LTC '62.
- Stanley Franker, Surinaams oud-toptennisser en later bondscoach KNLTB en Davis Cup Team, begon zijn tennis carrière als speler en tennisleraar op LTC Plaswijck.
- Raymond Kloosterman, de oprichter van het bedrijf Rituals, was jarenlang lid van LTC Plaswijck.
- Van 2006 tot 2011 was Jan Kooijman, oud-danser van het Scapino ballet en jurylid van het televisieprogramma So You Think You Can Dance, lid van LTC Plaswijck.
- Erwin van Lambaart, showbizz ondernemer, was lid van LTC Plaswijck.